# Lista över fornlämningar i Sunne kommun
Lista över fornlämningar i Sunne kommun är en förteckning av ett urval av de fornlämningar som finns i Sunne kommun.

## Gräsmark
| Namn                                    | Lämningstyp                      | Tillkomsttid | Historisk indelning | Plats | Läge                 | ID-nr          | Bild                                 |
| --------------------------------------- | -------------------------------- | ------------ | ------------------- | ----- | -------------------- | -------------- | ------------------------------------ |
| Gräsmark 22:1                           | Hällristning                     |              | Gräsmark, Värmland  |       | 59.919362, 12.763761 | 10214200220001 | Ladda upp en bild av detta fornminne |
| Gräsmark 23:1                           | Hällristning                     |              | Gräsmark, Värmland  |       | 59.920078, 12.763315 | 10214200230001 | Ladda upp en bild av detta fornminne |
| Gräsmark 24:1                           | Hällristning                     |              | Gräsmark, Värmland  |       | 59.919507, 12.763726 | 10214200240001 | Ladda upp en bild av detta fornminne |
| Gräsmark 59:1                           | Kvarn                            |              | Gräsmark, Värmland  |       | 59.926696, 12.769734 | 10214200590001 | Ladda upp en bild av detta fornminne |
| Gräsmark 70:1                           | Kvarn                            |              | Gräsmark, Värmland  |       | 59.906429, 12.866777 | 10214200700001 | Ladda upp en bild av detta fornminne |
| Borra fullmjölskvarn (Gräsmark 81:1)    | Kvarn                            |              | Gräsmark, Värmland  |       | 59.908297, 12.905077 | 10214200810001 | Ladda upp en bild av detta fornminne |
| Kattugglebacken (Gräsmark 125:1)        | Ristning, medeltid/historisk tid |              | Gräsmark, Värmland  |       | 60.050122, 12.659010 | 10214201250001 | Ladda upp en bild av detta fornminne |
| Gräsmark 130:1                          | Kvarn                            |              | Gräsmark, Värmland  |       | 60.059983, 12.652913 | 10214201300001 | Ladda upp en bild av detta fornminne |
| Gräsmark 142:1                          | Minnesmärke                      |              | Gräsmark, Värmland  |       | 60.058821, 12.664682 | 10214201420001 | Ladda upp en bild av detta fornminne |
| Gräsmark 160:1                          | Kvarn                            |              | Gräsmark, Värmland  |       | 60.065198, 12.670630 | 10214201600001 | Ladda upp en bild av detta fornminne |
| Pyntkvarnen (Gräsmark 161:1)            | Kvarn                            |              | Gräsmark, Värmland  |       | 60.057654, 12.622869 | 10214201610001 | Ladda upp en bild av detta fornminne |
| Gräsmark 168:1                          | Kvarn                            |              | Gräsmark, Värmland  |       | 60.019680, 12.685286 | 10214201680001 | Ladda upp en bild av detta fornminne |
| Gräsmark 172:1                          | Kvarn                            |              | Gräsmark, Värmland  |       | 60.106092, 12.805484 | 10214201720001 | Ladda upp en bild av detta fornminne |
| Gräsmark 184:1                          | Kvarn                            |              | Gräsmark, Värmland  |       | 60.050846, 12.617314 | 10214201840001 | Ladda upp en bild av detta fornminne |
| Gräsmark 185:1                          | Kvarn                            |              | Gräsmark, Värmland  |       | 60.023641, 12.683747 | 10214201850001 | Ladda upp en bild av detta fornminne |
| Gräsmark 210:1                          | Kvarn                            |              | Gräsmark, Värmland  |       | 59.940258, 12.812480 | 10214202100001 | Ladda upp en bild av detta fornminne |
| Offerhall (Gräsmark 235:1)              | Hällristning                     |              | Gräsmark, Värmland  |       | 59.928190, 12.751113 | 10214202350001 | Ladda upp en bild av detta fornminne |
| Västanå tullmjölskvarn (Gräsmark 248:1) | Kvarn                            |              | Gräsmark, Värmland  |       | 59.976413, 12.869150 | 10214202480001 | Ladda upp en bild av detta fornminne |
| Gräsmark 294:1                          | Kvarn                            |              | Gräsmark, Värmland  |       | 59.878821, 12.744368 | 10214202940001 | Ladda upp en bild av detta fornminne |
| Gräsmark 311:4                          | Kvarn                            |              | Gräsmark, Värmland  |       | 59.868954, 12.750238 | 10214203110004 | Ladda upp en bild av detta fornminne |
| Raggkvarn el. Ragga (Gräsmark 385:1)    | Kvarn                            |              | Gräsmark, Värmland  |       | 59.873831, 12.863532 | 10214203850001 | Ladda upp en bild av detta fornminne |
| Bobråten (Gräsmark 409:1)               | Lägenhetsbebyggelse              |              | Gräsmark, Värmland  |       | 60.013872, 12.794800 | 10214204090001 | Ladda upp en bild av detta fornminne |
| Pätteltorps kvarn (Gräsmark 413:2)      | Kvarn                            |              | Gräsmark, Värmland  |       | 60.052392, 12.772095 | 10214204130002 | Ladda upp en bild av detta fornminne |
| Snällarekvarnen (Gräsmark 419:1)        | Kvarn                            |              | Gräsmark, Värmland  |       | 60.058712, 12.732161 | 10214204190001 | Ladda upp en bild av detta fornminne |
| Gräsmark 474:2                          | Kvarn                            |              | Gräsmark, Värmland  |       | 60.041423, 12.896026 | 10214204740002 | Ladda upp en bild av detta fornminne |
| Gräsmark 547:1                          | Stensättning                     |              | Gräsmark, Värmland  |       | 60.004237, 12.716213 | 10214205470001 | Ladda upp en bild av detta fornminne |
| Gräsmark 547:2                          | Stensättning                     |              | Gräsmark, Värmland  |       | 60.004159, 12.716414 | 10214205470002 | Ladda upp en bild av detta fornminne |
| Gräsmark 547:3                          | Stensättning                     |              | Gräsmark, Värmland  |       | 60.004043, 12.716235 | 10214205470003 | Ladda upp en bild av detta fornminne |

## Lysvik
| Namn         | Lämningstyp                      | Tillkomsttid | Historisk indelning | Plats | Läge                 | ID-nr          | Bild                                 |
| ------------ | -------------------------------- | ------------ | ------------------- | ----- | -------------------- | -------------- | ------------------------------------ |
| Lysvik 2:1   | Röse                             |              | Lysvik, Värmland    |       | 59.952355, 13.145526 | 10216100020001 | Ladda upp en bild av detta fornminne |
| Lysvik 2:2   | Röse                             |              | Lysvik, Värmland    |       | 59.952259, 13.146103 | 10216100020002 | Ladda upp en bild av detta fornminne |
| Lysvik 2:3   | Röse                             |              | Lysvik, Värmland    |       | 59.952188, 13.145972 | 10216100020003 | Ladda upp en bild av detta fornminne |
| Lysvik 2:4   | Röse                             |              | Lysvik, Värmland    |       | 59.952198, 13.146244 | 10216100020004 | Ladda upp en bild av detta fornminne |
| Lysvik 16:1  | Röse                             |              | Lysvik, Värmland    |       | 60.050604, 13.098657 | 10216100160001 | Ladda upp en bild av detta fornminne |
| Lysvik 17:1  | Röse                             |              | Lysvik, Värmland    |       | 60.049966, 13.098459 | 10216100170001 | Ladda upp en bild av detta fornminne |
| Lysvik 18:1  | Röse                             |              | Lysvik, Värmland    |       | 60.048696, 13.099279 | 10216100180001 | Ladda upp en bild av detta fornminne |
| Lysvik 18:2  | Röse                             |              | Lysvik, Värmland    |       | 60.048839, 13.099541 | 10216100180002 | Ladda upp en bild av detta fornminne |
| Lysvik 19:1  | Röse                             |              | Lysvik, Värmland    |       | 60.047856, 13.099996 | 10216100190001 | Ladda upp en bild av detta fornminne |
| Lysvik 19:2  | Röse                             |              | Lysvik, Värmland    |       | 60.048225, 13.100235 | 10216100190002 | Ladda upp en bild av detta fornminne |
| Lysvik 19:3  | Röse                             |              | Lysvik, Värmland    |       | 60.048222, 13.099977 | 10216100190003 | Ladda upp en bild av detta fornminne |
| Lysvik 21:1  | Röse                             |              | Lysvik, Värmland    |       | 60.046383, 13.101153 | 10216100210001 | Ladda upp en bild av detta fornminne |
| Lysvik 22:1  | Röse                             |              | Lysvik, Värmland    |       | 60.045543, 13.101863 | 10216100220001 | Ladda upp en bild av detta fornminne |
| Lysvik 23:1  | Röse                             |              | Lysvik, Värmland    |       | 60.044854, 13.102458 | 10216100230001 | Ladda upp en bild av detta fornminne |
| Lysvik 23:2  | Röse                             |              | Lysvik, Värmland    |       | 60.044753, 13.102547 | 10216100230002 | Ladda upp en bild av detta fornminne |
| Lysvik 24:1  | Röse                             |              | Lysvik, Värmland    |       | 60.044458, 13.104187 | 10216100240001 | Ladda upp en bild av detta fornminne |
| Lysvik 24:2  | Röse                             |              | Lysvik, Värmland    |       | 60.044108, 13.103312 | 10216100240002 | Ladda upp en bild av detta fornminne |
| Lysvik 25:1  | Röse                             |              | Lysvik, Värmland    |       | 60.042944, 13.104575 | 10216100250001 | Ladda upp en bild av detta fornminne |
| Lysvik 25:2  | Röse                             |              | Lysvik, Värmland    |       | 60.042746, 13.104823 | 10216100250002 | Ladda upp en bild av detta fornminne |
| Lysvik 25:3  | Röse                             |              | Lysvik, Värmland    |       | 60.042630, 13.104504 | 10216100250003 | Ladda upp en bild av detta fornminne |
| Lysvik 25:4  | Stensättning                     |              | Lysvik, Värmland    |       | 60.042877, 13.104336 | 10216100250004 | Ladda upp en bild av detta fornminne |
| Lysvik 26:1  | Röse                             |              | Lysvik, Värmland    |       | 60.039238, 13.107632 | 10216100260001 | Ladda upp en bild av detta fornminne |
| Lysvik 67:2  | Kvarn                            |              | Lysvik, Värmland    |       | 60.075454, 13.162438 | 10216100670002 | Ladda upp en bild av detta fornminne |
| Lysvik 73:1  | Röse                             |              | Lysvik, Värmland    |       | 59.993889, 13.122553 | 10216100730001 | Ladda upp en bild av detta fornminne |
| Lysvik 106:1 | Röse                             |              | Lysvik, Värmland    |       | 60.043639, 13.103704 | 10216101060001 | Ladda upp en bild av detta fornminne |
| Lysvik 141:1 | Ristning, medeltid/historisk tid |              | Lysvik, Värmland    |       | 60.010295, 13.293688 | 10216101410001 | Ladda upp en bild av detta fornminne |
| Lysvik 155:1 | Fäbod                            |              | Lysvik, Värmland    |       | 60.023565, 13.284837 | 10216101550001 | Ladda upp en bild av detta fornminne |
| Lysvik 157:1 | Fäbod                            |              | Lysvik, Värmland    |       | 60.023417, 13.235470 | 10216101570001 | Ladda upp en bild av detta fornminne |
| Lysvik 160:1 | Fäbod                            |              | Lysvik, Värmland    |       | 60.060996, 13.182608 | 10216101600001 | Ladda upp en bild av detta fornminne |
| Lysvik 173:1 | Ristning, medeltid/historisk tid |              | Lysvik, Värmland    |       | 60.088422, 13.214604 | 10216101730001 | Ladda upp en bild av detta fornminne |
| Lysvik 176:1 | Fäbod                            |              | Lysvik, Värmland    |       | 60.099722, 13.241873 | 10216101760001 | Ladda upp en bild av detta fornminne |
| Sunne 324:1  | Fäbod                            |              | Lysvik, Värmland    |       | 60.015922, 13.012510 | 10218503240001 | Ladda upp en bild av detta fornminne |

## Sunne
| Namn                              | Lämningstyp         | Tillkomsttid | Historisk indelning | Plats | Läge                 | ID-nr          | Bild                                 |
| --------------------------------- | ------------------- | ------------ | ------------------- | ----- | -------------------- | -------------- | ------------------------------------ |
| Sunne 1:1                         | Röse                |              | Sunne, Värmland     |       | 59.883637, 13.163826 | 10218500010001 | Ladda upp en bild av detta fornminne |
| Sunne 3:1                         | Gravfält            |              | Sunne, Värmland     |       | 59.822177, 13.143544 | 10218500030001 | Ladda upp en bild av detta fornminne |
| Sunne 4:1                         | Hög                 |              | Sunne, Värmland     |       | 59.827352, 13.014289 | 10218500040001 | Ladda upp en bild av detta fornminne |
| Sunne 8:1                         | Gravfält            |              | Sunne, Värmland     |       | 59.899911, 13.163339 | 10218500080001 | Ladda upp en bild av detta fornminne |
| Sunne 11:1                        | Röse                |              | Sunne, Värmland     |       | 59.937663, 13.148738 | 10218500110001 | Ladda upp en bild av detta fornminne |
| Sunne 11:2                        | Röse                |              | Sunne, Värmland     |       | 59.937571, 13.148770 | 10218500110002 | Ladda upp en bild av detta fornminne |
| Sunne 11:3                        | Röse                |              | Sunne, Värmland     |       | 59.937422, 13.148781 | 10218500110003 | Ladda upp en bild av detta fornminne |
| Sunne 12:1                        | Stensättning        |              | Sunne, Värmland     |       | 59.936138, 13.148878 | 10218500120001 | Ladda upp en bild av detta fornminne |
| Sunne 12:2                        | Stensättning        |              | Sunne, Värmland     |       | 59.936298, 13.148988 | 10218500120002 | Ladda upp en bild av detta fornminne |
| Sunne 14:1                        | Gravfält            |              | Sunne, Värmland     |       | 59.934525, 13.149131 | 10218500140001 | Ladda upp en bild av detta fornminne |
| Sunne 15:1                        | Stensättning        |              | Sunne, Värmland     |       | 59.875978, 12.960233 | 10218500150001 | Ladda upp en bild av detta fornminne |
| Sunne 17:1                        | Röse                |              | Sunne, Värmland     |       | 59.911834, 13.163257 | 10218500170001 | Ladda upp en bild av detta fornminne |
| Sunne 28:1                        | Röse                |              | Sunne, Värmland     |       | 59.912138, 13.193078 | 10218500280001 | Ladda upp en bild av detta fornminne |
| Sunne 29:1                        | Gravfält            |              | Sunne, Värmland     |       | 59.910757, 13.198079 | 10218500290001 | Ladda upp en bild av detta fornminne |
| Sunne 33:1                        | Gravfält            |              | Sunne, Värmland     |       | 59.824027, 13.155316 | 10218500330001 | Ladda upp en bild av detta fornminne |
| Sunne 34:1                        | Stensättning        |              | Sunne, Värmland     |       | 59.814303, 13.167535 | 10218500340001 | Ladda upp en bild av detta fornminne |
| Sunne 35:2                        | Stensättning        |              | Sunne, Värmland     |       | 59.804105, 13.177983 | 10218500350002 | Ladda upp en bild av detta fornminne |
| Sunne 36:1                        | Röse                |              | Sunne, Värmland     |       | 59.793219, 13.165695 | 10218500360001 | Ladda upp en bild av detta fornminne |
| Sunne 37:1                        | Röse                |              | Sunne, Värmland     |       | 59.793854, 13.165064 | 10218500370001 | Ladda upp en bild av detta fornminne |
| Sunne 37:2                        | Stensättning        |              | Sunne, Värmland     |       | 59.793590, 13.164512 | 10218500370002 | Ladda upp en bild av detta fornminne |
| Sunne 37:3                        | Stensättning        |              | Sunne, Värmland     |       | 59.793726, 13.164295 | 10218500370003 | Ladda upp en bild av detta fornminne |
| Sunne 38:1                        | Gravfält            |              | Sunne, Värmland     |       | 59.795065, 13.162922 | 10218500380001 | Ladda upp en bild av detta fornminne |
| Sunne 39:1                        | Röse                |              | Sunne, Värmland     |       | 59.805466, 13.159321 | 10218500390001 | Ladda upp en bild av detta fornminne |
| Sunne 40:1                        | Stensättning        |              | Sunne, Värmland     |       | 59.806093, 13.158266 | 10218500400001 | Ladda upp en bild av detta fornminne |
| Sunne 41:1                        | Stensättning        |              | Sunne, Värmland     |       | 59.800433, 13.158659 | 10218500410001 | Ladda upp en bild av detta fornminne |
| Sunne 42:1                        | Röse                |              | Sunne, Värmland     |       | 59.798371, 13.159024 | 10218500420001 | Ladda upp en bild av detta fornminne |
| Jättegraven (Sunne 43:1)          | Röse                |              | Sunne, Värmland     |       | 59.816595, 13.202028 | 10218500430001 | Ladda upp en bild av detta fornminne |
| Sunne 44:1                        | Röse                |              | Sunne, Värmland     |       | 59.956174, 13.141068 | 10218500440001 | Ladda upp en bild av detta fornminne |
| Sunne 44:2                        | Röse                |              | Sunne, Värmland     |       | 59.956286, 13.140913 | 10218500440002 | Ladda upp en bild av detta fornminne |
| Sunne 44:3                        | Röse                |              | Sunne, Värmland     |       | 59.956419, 13.141003 | 10218500440003 | Ladda upp en bild av detta fornminne |
| Sunne 44:4                        | Röse                |              | Sunne, Värmland     |       | 59.956651, 13.140627 | 10218500440004 | Ladda upp en bild av detta fornminne |
| Sunne 45:1                        | Röse                |              | Sunne, Värmland     |       | 59.958481, 13.140029 | 10218500450001 | Ladda upp en bild av detta fornminne |
| Sunne 46:1                        | Röse                |              | Sunne, Värmland     |       | 59.961161, 13.139525 | 10218500460001 | Ladda upp en bild av detta fornminne |
| Sunne 46:2                        | Röse                |              | Sunne, Värmland     |       | 59.961043, 13.139455 | 10218500460002 | Ladda upp en bild av detta fornminne |
| Sunne 47:1                        | Röse                |              | Sunne, Värmland     |       | 59.962495, 13.140000 | 10218500470001 | Ladda upp en bild av detta fornminne |
| Sunne 48:1                        | Röse                |              | Sunne, Värmland     |       | 59.957035, 13.140555 | 10218500480001 | Ladda upp en bild av detta fornminne |
| Sunne 51:1                        | Röse                |              | Sunne, Värmland     |       | 59.761354, 13.141876 | 10218500510001 | Ladda upp en bild av detta fornminne |
| Sunne 51:2                        | Röse                |              | Sunne, Värmland     |       | 59.761507, 13.141652 | 10218500510002 | Ladda upp en bild av detta fornminne |
| Sunne 51:3                        | Röse                |              | Sunne, Värmland     |       | 59.761743, 13.141213 | 10218500510003 | Ladda upp en bild av detta fornminne |
| Sunne 51:4                        | Röse                |              | Sunne, Värmland     |       | 59.762010, 13.141060 | 10218500510004 | Ladda upp en bild av detta fornminne |
| Sunne 51:5                        | Stensättning        |              | Sunne, Värmland     |       | 59.762177, 13.140615 | 10218500510005 | Ladda upp en bild av detta fornminne |
| Sunne 52:1                        | Gravfält            |              | Sunne, Värmland     |       | 59.797900, 13.128905 | 10218500520001 | Ladda upp en bild av detta fornminne |
| Sunne 53:1                        | Hög                 |              | Sunne, Värmland     |       | 59.797364, 13.128132 | 10218500530001 | Ladda upp en bild av detta fornminne |
| Sunne 53:2                        | Hög                 |              | Sunne, Värmland     |       | 59.797323, 13.128359 | 10218500530002 | Ladda upp en bild av detta fornminne |
| Sunne 54:1                        | Hög                 |              | Sunne, Värmland     |       | 59.796994, 13.130178 | 10218500540001 | Ladda upp en bild av detta fornminne |
| Sunne 54:2                        | Hög                 |              | Sunne, Värmland     |       | 59.796860, 13.129957 | 10218500540002 | Ladda upp en bild av detta fornminne |
| Sunne 55:1                        | Hög                 |              | Sunne, Värmland     |       | 59.797316, 13.130837 | 10218500550001 | Ladda upp en bild av detta fornminne |
| Sunne 57:1                        | Hög                 |              | Sunne, Värmland     |       | 59.801306, 13.134732 | 10218500570001 | Ladda upp en bild av detta fornminne |
| Sunne 58:1                        | Hög                 |              | Sunne, Värmland     |       | 59.779429, 13.130889 | 10218500580001 | Ladda upp en bild av detta fornminne |
| Sunne 58:2                        | Hög                 |              | Sunne, Värmland     |       | 59.779517, 13.131007 | 10218500580002 | Ladda upp en bild av detta fornminne |
| Sunne 58:3                        | Hög                 |              | Sunne, Värmland     |       | 59.779302, 13.130835 | 10218500580003 | Ladda upp en bild av detta fornminne |
| Sunne 59:1                        | Hög                 |              | Sunne, Värmland     |       | 59.780110, 13.131619 | 10218500590001 | Ladda upp en bild av detta fornminne |
| Sunne 60:1                        | Hög                 |              | Sunne, Värmland     |       | 59.781160, 13.131593 | 10218500600001 | Ladda upp en bild av detta fornminne |
| Sunne 60:2                        | Hög                 |              | Sunne, Värmland     |       | 59.781173, 13.131784 | 10218500600002 | Ladda upp en bild av detta fornminne |
| Sunne 60:3                        | Stensättning        |              | Sunne, Värmland     |       | 59.781082, 13.131635 | 10218500600003 | Ladda upp en bild av detta fornminne |
| Sunne 60:4                        | Stensättning        |              | Sunne, Värmland     |       | 59.781024, 13.131711 | 10218500600004 | Ladda upp en bild av detta fornminne |
| Hästersby torp (Sunne 162:1)      | Lägenhetsbebyggelse |              | Sunne, Värmland     |       | 59.788640, 13.114377 | 10218501620001 | Ladda upp en bild av detta fornminne |
| Sunne 203:1                       | Röse                |              | Sunne, Värmland     |       | 59.888953, 13.161084 | 10218502030001 | Ladda upp en bild av detta fornminne |
| Sunne 203:2                       | Stensättning        |              | Sunne, Värmland     |       | 59.889375, 13.161231 | 10218502030002 | Ladda upp en bild av detta fornminne |
| Sunne 203:3                       | Stensättning        |              | Sunne, Värmland     |       | 59.889621, 13.160985 | 10218502030003 | Ladda upp en bild av detta fornminne |
| Sunne 205:1                       | Röse                |              | Sunne, Värmland     |       | 59.890273, 13.160947 | 10218502050001 | Ladda upp en bild av detta fornminne |
| Sunne 205:2                       | Röse                |              | Sunne, Värmland     |       | 59.890425, 13.160997 | 10218502050002 | Ladda upp en bild av detta fornminne |
| Sunne 205:3                       | Röse                |              | Sunne, Värmland     |       | 59.890631, 13.161150 | 10218502050003 | Ladda upp en bild av detta fornminne |
| Sunne 205:4                       | Röse                |              | Sunne, Värmland     |       | 59.890746, 13.161141 | 10218502050004 | Ladda upp en bild av detta fornminne |
| Sunne 206:1                       | Röse                |              | Sunne, Värmland     |       | 59.891097, 13.160890 | 10218502060001 | Ladda upp en bild av detta fornminne |
| Sunne 206:2                       | Röse                |              | Sunne, Värmland     |       | 59.891585, 13.160915 | 10218502060002 | Ladda upp en bild av detta fornminne |
| Sunne 208:1                       | Stensättning        |              | Sunne, Värmland     |       | 59.892000, 13.160998 | 10218502080001 | Ladda upp en bild av detta fornminne |
| Sunne 208:2                       | Stensättning        |              | Sunne, Värmland     |       | 59.892118, 13.160941 | 10218502080002 | Ladda upp en bild av detta fornminne |
| Sunne 208:3                       | Röse                |              | Sunne, Värmland     |       | 59.892247, 13.161011 | 10218502080003 | Ladda upp en bild av detta fornminne |
| Sunne 208:4                       | Stensättning        |              | Sunne, Värmland     |       | 59.892425, 13.161059 | 10218502080004 | Ladda upp en bild av detta fornminne |
| Sunne 242:1                       | Stensättning        |              | Sunne, Värmland     |       | 59.842752, 13.198829 | 10218502420001 | Ladda upp en bild av detta fornminne |
| Sunne 243:1                       | Stensättning        |              | Sunne, Värmland     |       | 59.841524, 13.196674 | 10218502430001 | Ladda upp en bild av detta fornminne |
| Sunne 244:1                       | Stensättning        |              | Sunne, Värmland     |       | 59.848671, 13.202933 | 10218502440001 | Ladda upp en bild av detta fornminne |
| Sunne 244:2                       | Stensättning        |              | Sunne, Värmland     |       | 59.848573, 13.203049 | 10218502440002 | Ladda upp en bild av detta fornminne |
| Sunne 244:3                       | Stensättning        |              | Sunne, Värmland     |       | 59.848369, 13.203037 | 10218502440003 | Ladda upp en bild av detta fornminne |
| Sunne 250:1                       | Röse                |              | Sunne, Värmland     |       | 59.893444, 13.161476 | 10218502500001 | Ladda upp en bild av detta fornminne |
| Sunne 250:2                       | Stensättning        |              | Sunne, Värmland     |       | 59.893379, 13.161610 | 10218502500002 | Ladda upp en bild av detta fornminne |
| Östra Maggeby säter (Sunne 255:1) | Fäbod               |              | Sunne, Värmland     |       | 59.822177, 13.344598 | 10218502550001 | Ladda upp en bild av detta fornminne |
| Finntorpet (Sunne 259:1)          | Lägenhetsbebyggelse |              | Sunne, Värmland     |       | 59.792188, 13.330501 | 10218502590001 | Ladda upp en bild av detta fornminne |
| Sunne 273:1                       | Röse                |              | Sunne, Värmland     |       | 59.932339, 13.151271 | 10218502730001 | Ladda upp en bild av detta fornminne |
| Sunne 274:1                       | Röse                |              | Sunne, Värmland     |       | 59.893879, 13.161546 | 10218502740001 | Ladda upp en bild av detta fornminne |
| Sunne 274:2                       | Röse                |              | Sunne, Värmland     |       | 59.894131, 13.161884 | 10218502740002 | Ladda upp en bild av detta fornminne |
| Sunne 274:3                       | Röse                |              | Sunne, Värmland     |       | 59.894399, 13.162017 | 10218502740003 | Ladda upp en bild av detta fornminne |
| Sunne 274:4                       | Röse                |              | Sunne, Värmland     |       | 59.894596, 13.161973 | 10218502740004 | Ladda upp en bild av detta fornminne |
| Sunne 282:1                       | Röse                |              | Sunne, Värmland     |       | 59.885384, 13.160262 | 10218502820001 | Ladda upp en bild av detta fornminne |
| Sunne 283:1                       | Stensättning        |              | Sunne, Värmland     |       | 59.884971, 13.160290 | 10218502830001 | Ladda upp en bild av detta fornminne |
| Sunne 284:1                       | Stensättning        |              | Sunne, Värmland     |       | 59.883752, 13.159940 | 10218502840001 | Ladda upp en bild av detta fornminne |
| Sunne 289:1                       | Kvarn               |              | Sunne, Värmland     |       | 59.912758, 13.336067 | 10218502890001 | Ladda upp en bild av detta fornminne |
| Sunne 307:1                       | Fäbod               |              | Sunne, Värmland     |       | 59.870266, 13.312708 | 10218503070001 | Ladda upp en bild av detta fornminne |
| Sunne 318:1                       | Fäbod               |              | Sunne, Värmland     |       | 59.898633, 13.335587 | 10218503180001 | Ladda upp en bild av detta fornminne |
| Sunne 320:1                       | Fäbod               |              | Sunne, Värmland     |       | 59.912031, 13.305161 | 10218503200001 | Ladda upp en bild av detta fornminne |
| Sunne 352                         | Stensättning        |              | Sunne, Värmland     |       | 59.890897, 13.193939 | 12000000124035 | Ladda upp en bild av detta fornminne |

## Västra Ämtervik
| Namn                  | Lämningstyp         | Tillkomsttid | Historisk indelning       | Plats | Läge                 | ID-nr          | Bild                                 |
| --------------------- | ------------------- | ------------ | ------------------------- | ----- | -------------------- | -------------- | ------------------------------------ |
| Västra Ämtervik 5:1   | Röse                |              | Västra Ämtervik, Värmland |       | 59.746708, 13.102295 | 10220200050001 | Ladda upp en bild av detta fornminne |
| Västra Ämtervik 5:2   | Röse                |              | Västra Ämtervik, Värmland |       | 59.746618, 13.102319 | 10220200050002 | Ladda upp en bild av detta fornminne |
| Västra Ämtervik 5:3   | Stensättning        |              | Västra Ämtervik, Värmland |       | 59.746740, 13.102417 | 10220200050003 | Ladda upp en bild av detta fornminne |
| Västra Ämtervik 6:1   | Röse                |              | Västra Ämtervik, Värmland |       | 59.675890, 13.230406 | 10220200060001 | Ladda upp en bild av detta fornminne |
| Västra Ämtervik 7:1   | Röse                |              | Västra Ämtervik, Värmland |       | 59.664188, 13.253046 | 10220200070001 | Ladda upp en bild av detta fornminne |
| Västra Ämtervik 8:1   | Begravningsplats    |              | Västra Ämtervik, Värmland |       | 59.725108, 13.146919 | 10220200080001 | Ladda upp en bild av detta fornminne |
| Västra Ämtervik 58:1  | Lägenhetsbebyggelse |              | Västra Ämtervik, Värmland |       | 59.727974, 13.117313 | 10220200580001 | Ladda upp en bild av detta fornminne |
| Västra Ämtervik 156:2 | Fäbod               |              | Västra Ämtervik, Värmland |       | 59.666353, 13.221029 | 10220201560002 | Ladda upp en bild av detta fornminne |

## Östra Ämtervik
| Namn                                | Lämningstyp      | Tillkomsttid | Historisk indelning      | Plats | Läge                 | ID-nr          | Bild                                      |
| ----------------------------------- | ---------------- | ------------ | ------------------------ | ----- | -------------------- | -------------- | ----------------------------------------- |
| Östra Ämtervik 1:1                  | Gravfält         |              | Östra Ämtervik, Värmland |       | 59.788641, 13.166199 | 10221200010001 | Ladda upp en bild av detta fornminne      |
| Östra Ämtervik 1:2                  | Röse             |              | Östra Ämtervik, Värmland |       | 59.789215, 13.166026 | 10221200010002 | Ladda upp en bild av detta fornminne      |
| Östra Ämtervik 2:1                  | Stensättning     |              | Östra Ämtervik, Värmland |       | 59.774906, 13.170552 | 10221200020001 | Ladda upp en bild av detta fornminne      |
| Östra Ämtervik 2:2                  | Stensättning     |              | Östra Ämtervik, Värmland |       | 59.775005, 13.170525 | 10221200020002 | Ladda upp en bild av detta fornminne      |
| Östra Ämtervik 8:1                  | Fornborg         |              | Östra Ämtervik, Värmland |       | 59.763029, 13.213159 | 10221200080001 | Ladda upp en bild av detta fornminne      |
| Östra Ämtervik 11:1                 | Gravfält         |              | Östra Ämtervik, Värmland |       | 59.730802, 13.192342 | 10221200110001 | Ladda upp en bild av detta fornminne      |
| Östra Ämtervik 12:1                 | Röse             |              | Östra Ämtervik, Värmland |       | 59.730358, 13.191973 | 10221200120001 | Ladda upp en bild av detta fornminne      |
| Östra Ämtervik 13:1                 | Röse             |              | Östra Ämtervik, Värmland |       | 59.730926, 13.191428 | 10221200130001 | Ladda upp en bild av detta fornminne      |
| Östra Ämtervik 13:2                 | Stensättning     |              | Östra Ämtervik, Värmland |       | 59.730763, 13.191567 | 10221200130002 | Ladda upp en bild av detta fornminne      |
| Östra Ämtervik 13:3                 | Stensättning     |              | Östra Ämtervik, Värmland |       | 59.731039, 13.191290 | 10221200130003 | Ladda upp en bild av detta fornminne      |
| Östra Ämtervik 14:1                 | Stensättning     |              | Östra Ämtervik, Värmland |       | 59.731208, 13.190880 | 10221200140001 | Ladda upp en bild av detta fornminne      |
| Östra Ämtervik 15:1                 | Röse             |              | Östra Ämtervik, Värmland |       | 59.734272, 13.186302 | 10221200150001 | Ladda upp en bild av detta fornminne      |
| Östra Ämtervik 15:2                 | Stensättning     |              | Östra Ämtervik, Värmland |       | 59.734435, 13.186113 | 10221200150002 | Ladda upp en bild av detta fornminne      |
| Östra Ämtervik 15:3                 | Röse             |              | Östra Ämtervik, Värmland |       | 59.734037, 13.186544 | 10221200150003 | Ladda upp en bild av detta fornminne      |
| Östra Ämtervik 16:1                 | Hög              |              | Östra Ämtervik, Värmland |       | 59.730272, 13.193853 | 10221200160001 | Ladda upp en bild av detta fornminne      |
| Östra Ämtervik 17:1                 | Hög              |              | Östra Ämtervik, Värmland |       | 59.730751, 13.194157 | 10221200170001 | Ladda upp en bild av detta fornminne      |
| Östra Ämtervik 18:1                 | Gravfält         |              | Östra Ämtervik, Värmland |       | 59.730405, 13.195744 | 10221200180001 | Ladda upp en bild av detta fornminne      |
| Östra Ämtervik 25:1                 | Begravningsplats |              | Östra Ämtervik, Värmland |       | 59.759694, 13.254011 | 10221200250001 | Ladda upp en bild av detta fornminne      |
| Enkullsberget (Östra Ämtervik 37:1) | Fornborg         |              | Östra Ämtervik, Värmland |       | 59.743008, 13.326326 | 10221200370001 | Ladda upp en bild av detta fornminne      |
| Östra Ämtervik 41:1                 | Röse             |              | Östra Ämtervik, Värmland |       | 59.667553, 13.278908 | 10221200410001 | Ladda upp en bild av detta fornminne      |
| Östra Ämtervik 41:2                 | Stensättning     |              | Östra Ämtervik, Värmland |       | 59.667492, 13.279066 | 10221200410002 | Ladda upp en bild av detta fornminne      |
| Östra Ämtervik 41:3                 | Stensättning     |              | Östra Ämtervik, Värmland |       | 59.667366, 13.279133 | 10221200410003 | Ladda upp en bild av detta fornminne      |
| Jätterösa (Östra Ämtervik 42:1)     | Röse             |              | Östra Ämtervik, Värmland |       | 59.669855, 13.278508 | 10221200420001 | Ladda upp en bild av detta fornminne      |
| Jätterösa (Östra Ämtervik 42:2)     | Stensättning     |              | Östra Ämtervik, Värmland |       | 59.669625, 13.277725 | 10221200420002 | Ladda upp en bild av detta fornminne      |
| Östra Ämtervik 46:1                 | Stensättning     |              | Östra Ämtervik, Värmland |       | 59.682623, 13.251688 | 10221200460001 | Ladda upp en bild av detta fornminne      |
| Östra Ämtervik 46:2                 | Röse             |              | Östra Ämtervik, Värmland |       | 59.682564, 13.251938 | 10221200460002 | Ladda upp en bild av detta fornminne      |
| Östra Ämtervik 47:1                 | Röse             |              | Östra Ämtervik, Värmland |       | 59.681136, 13.256810 | 10221200470001 | Ladda upp en bild av detta fornminne      |
| Östra Ämtervik 47:2                 | Röse             |              | Östra Ämtervik, Värmland |       | 59.680918, 13.257027 | 10221200470002 | Ladda upp en bild av detta fornminne      |
| Östra Ämtervik 48:1                 | Röse             |              | Östra Ämtervik, Värmland |       | 59.678424, 13.258460 | 10221200480001 | Ladda upp en bild av detta fornminne      |
| Östra Ämtervik 48:2                 | Stensättning     |              | Östra Ämtervik, Värmland |       | 59.678200, 13.258478 | 10221200480002 | Ladda upp en bild av detta fornminne      |
| Östra Ämtervik 48:3                 | Stensättning     |              | Östra Ämtervik, Värmland |       | 59.677919, 13.258855 | 10221200480003 | Ladda upp en bild av detta fornminne      |
| Östra Ämtervik 49:1                 | Stensättning     |              | Östra Ämtervik, Värmland |       | 59.677575, 13.259319 | 10221200490001 | Ladda upp en bild av detta fornminne      |
| Östra Ämtervik 49:2                 | Röse             |              | Östra Ämtervik, Värmland |       | 59.677822, 13.259303 | 10221200490002 | Ladda upp en bild av detta fornminne      |
| Östra Ämtervik 50:1                 | Röse             |              | Östra Ämtervik, Värmland |       | 59.677235, 13.259545 | 10221200500001 | Ladda upp en bild av detta fornminne      |
| Östra Ämtervik 50:2                 | Stensättning     |              | Östra Ämtervik, Värmland |       | 59.677124, 13.259568 | 10221200500002 | Ladda upp en bild av detta fornminne      |
| Östra Ämtervik 51:1                 | Röse             |              | Östra Ämtervik, Värmland |       | 59.676517, 13.260699 | 10221200510001 | Ladda upp en bild av detta fornminne      |
| Östra Ämtervik 51:2                 | Stensättning     |              | Östra Ämtervik, Värmland |       | 59.676411, 13.260686 | 10221200510002 | Ladda upp en bild av detta fornminne      |
| Östra Ämtervik 57:1                 | Röse             |              | Östra Ämtervik, Värmland |       | 59.698210, 13.219551 | 10221200570001 | Ladda upp en bild av detta fornminne      |
| Östra Ämtervik 57:2                 | Röse             |              | Östra Ämtervik, Värmland |       | 59.698492, 13.220121 | 10221200570002 | Ladda upp en bild av detta fornminne      |
| Östra Ämtervik 57:3                 | Stensättning     |              | Östra Ämtervik, Värmland |       | 59.698299, 13.219971 | 10221200570003 | Ladda upp en bild av detta fornminne      |
| Östra Ämtervik 57:4                 | Stensättning     |              | Östra Ämtervik, Värmland |       | 59.698634, 13.219258 | 10221200570004 | Ladda upp en bild av detta fornminne      |
| Östra Ämtervik 58:1                 | Röse             |              | Östra Ämtervik, Värmland |       | 59.698255, 13.220994 | 10221200580001 | Ladda upp en bild av detta fornminne      |
| Östra Ämtervik 59:1                 | Stensättning     |              | Östra Ämtervik, Värmland |       | 59.694552, 13.232284 | 10221200590001 | Ladda upp en bild av detta fornminne      |
| Östra Ämtervik 60:1                 | Stensättning     |              | Östra Ämtervik, Värmland |       | 59.694993, 13.229986 | 10221200600001 | Ladda upp en bild av detta fornminne      |
| Östra Ämtervik 61:1                 | Röse             |              | Östra Ämtervik, Värmland |       | 59.704034, 13.214852 | 10221200610001 | Ladda upp en bild av detta fornminne      |
| Östra Ämtervik 63:1                 | Röse             |              | Östra Ämtervik, Värmland |       | 59.708216, 13.210565 | 10221200630001 | Ladda upp en bild av detta fornminne      |
| Östra Ämtervik 63:2                 | Röse             |              | Östra Ämtervik, Värmland |       | 59.708162, 13.210828 | 10221200630002 | Ladda upp en bild av detta fornminne      |
| Östra Ämtervik 64:1                 | Stensättning     |              | Östra Ämtervik, Värmland |       | 59.709076, 13.209977 | 10221200640001 | Ladda upp en bild av detta fornminne      |
| Östra Ämtervik 64:2                 | Stensättning     |              | Östra Ämtervik, Värmland |       | 59.709300, 13.209844 | 10221200640002 | Ladda upp en bild av detta fornminne      |
| Östra Ämtervik 64:3                 | Stensättning     |              | Östra Ämtervik, Värmland |       | 59.708941, 13.210406 | 10221200640003 | Ladda upp en bild av detta fornminne      |
| Östra Ämtervik 65:1                 | Gravfält         |              | Östra Ämtervik, Värmland |       | 59.709783, 13.209942 | 10221200650001 | Ladda upp en bild av detta fornminne      |
| Östra Ämtervik 66:1                 | Stensättning     |              | Östra Ämtervik, Värmland |       | 59.710111, 13.210123 | 10221200660001 | Ladda upp en bild av detta fornminne      |
| Östra Ämtervik 66:2                 | Stensättning     |              | Östra Ämtervik, Värmland |       | 59.710227, 13.210171 | 10221200660002 | Ladda upp en bild av detta fornminne      |
| Östra Ämtervik 66:3                 | Stensättning     |              | Östra Ämtervik, Värmland |       | 59.710310, 13.210656 | 10221200660003 | Ladda upp en bild av detta fornminne      |
| Östra Ämtervik 67:1                 | Röse             |              | Östra Ämtervik, Värmland |       | 59.704671, 13.213168 | 10221200670001 | Ladda upp en bild av detta fornminne      |
| Östra Ämtervik 68:1                 | Röse             |              | Östra Ämtervik, Värmland |       | 59.705211, 13.212170 | 10221200680001 | Ladda upp en bild av detta fornminne      |
| Östra Ämtervik 68:2                 | Stensättning     |              | Östra Ämtervik, Värmland |       | 59.705083, 13.212229 | 10221200680002 | Ladda upp en bild av detta fornminne      |
| Östra Ämtervik 69:1                 | Röse             |              | Östra Ämtervik, Värmland |       | 59.705454, 13.212003 | 10221200690001 | Ladda upp en bild av detta fornminne      |
| Östra Ämtervik 70:1                 | Gravfält         |              | Östra Ämtervik, Värmland |       | 59.706056, 13.211692 | 10221200700001 | Ladda upp en bild av detta fornminne      |
| Östra Ämtervik 71:1                 | Röse             |              | Östra Ämtervik, Värmland |       | 59.709834, 13.211714 | 10221200710001 | Ladda upp en bild av detta fornminne      |
| Östra Ämtervik 71:2                 | Röse             |              | Östra Ämtervik, Värmland |       | 59.709691, 13.211489 | 10221200710002 | Ladda upp en bild av detta fornminne      |
| Östra Ämtervik 72:1                 | Stensättning     |              | Östra Ämtervik, Värmland |       | 59.710612, 13.210410 | 10221200720001 | Ladda upp en bild av detta fornminne      |
| Dunderrösan (Östra Ämtervik 76:1)   | Röse             |              | Östra Ämtervik, Värmland |       | 59.712522, 13.234822 | 10221200760001 | Ladda upp en till bild av detta fornminne |
| Östra Ämtervik 156:1                | Stensättning     |              | Östra Ämtervik, Värmland |       | 59.725459, 13.211171 | 10221201560001 | Ladda upp en till bild av detta fornminne |
| Östra Ämtervik 165:2                | Begravningsplats |              | Östra Ämtervik, Värmland |       | 59.732758, 13.198472 | 10221201650002 | Ladda upp en bild av detta fornminne      |
| Östra Ämtervik 167:1                | Röse             |              | Östra Ämtervik, Värmland |       | 59.732372, 13.189251 | 10221201670001 | Ladda upp en bild av detta fornminne      |
| Östra Ämtervik 168:1                | Stensättning     |              | Östra Ämtervik, Värmland |       | 59.733486, 13.187334 | 10221201680001 | Ladda upp en bild av detta fornminne      |
| Östra Ämtervik 170:1                | Röse             |              | Östra Ämtervik, Värmland |       | 59.748888, 13.179217 | 10221201700001 | Ladda upp en bild av detta fornminne      |
| Östra Ämtervik 171:1                | Stensättning     |              | Östra Ämtervik, Värmland |       | 59.751036, 13.187019 | 10221201710001 | Ladda upp en bild av detta fornminne      |
| Östra Ämtervik 171:2                | Stensättning     |              | Östra Ämtervik, Värmland |       | 59.751164, 13.186825 | 10221201710002 | Ladda upp en bild av detta fornminne      |
| Östra Ämtervik 172:1                | Stensättning     |              | Östra Ämtervik, Värmland |       | 59.750071, 13.188365 | 10221201720001 | Ladda upp en bild av detta fornminne      |
| Östra Ämtervik 183:1                | Stensättning     |              | Östra Ämtervik, Värmland |       | 59.766421, 13.177860 | 10221201830001 | Ladda upp en bild av detta fornminne      |
| Östra Ämtervik 191:1                | Hög              |              | Östra Ämtervik, Värmland |       | 59.783827, 13.167006 | 10221201910001 | Ladda upp en bild av detta fornminne      |
| Östra Ämtervik 200:1                | Hög              |              | Östra Ämtervik, Värmland |       | 59.780417, 13.209139 | 10221202000001 | Ladda upp en bild av detta fornminne      |
| Östra Ämtervik 200:2                | Hög              |              | Östra Ämtervik, Värmland |       | 59.780444, 13.209357 | 10221202000002 | Ladda upp en bild av detta fornminne      |
| Östra Ämtervik 200:3                | Stensättning     |              | Östra Ämtervik, Värmland |       | 59.780246, 13.208909 | 10221202000003 | Ladda upp en bild av detta fornminne      |
| Östra Ämtervik 200:4                | Röse             |              | Östra Ämtervik, Värmland |       | 59.780763, 13.210076 | 10221202000004 | Ladda upp en bild av detta fornminne      |
| Östra Ämtervik 200:5                | Stensättning     |              | Östra Ämtervik, Värmland |       | 59.780604, 13.210069 | 10221202000005 | Ladda upp en bild av detta fornminne      |
| Östra Ämtervik 202:1                | Hög              |              | Östra Ämtervik, Värmland |       | 59.752858, 13.206306 | 10221202020001 | Ladda upp en bild av detta fornminne      |
| Östra Ämtervik 204:1                | Fornborg         |              | Östra Ämtervik, Värmland |       | 59.769529, 13.251177 | 10221202040001 | Ladda upp en bild av detta fornminne      |
| Östra Ämtervik 213:1                | Stensättning     |              | Östra Ämtervik, Värmland |       | 59.768284, 13.274773 | 10221202130001 | Ladda upp en bild av detta fornminne      |
| Östra Ämtervik 225:1                | Kvarn            |              | Östra Ämtervik, Värmland |       | 59.760766, 13.331844 | 10221202250001 | Ladda upp en bild av detta fornminne      |
| Östra Ämtervik 301:2                | Stensättning     |              | Östra Ämtervik, Värmland |       | 59.782268, 13.210890 | 10221203010002 | Ladda upp en bild av detta fornminne      |
| Östra Ämtervik 302:1                | Hällristning     |              | Östra Ämtervik, Värmland |       | 59.726124, 13.209072 | 10221203020001 | Ladda upp en till bild av detta fornminne |
| Östra Ämtervik 306                  | Stensättning     |              | Östra Ämtervik, Värmland |       | 59.783604, 13.166790 | 12000000059206 | Ladda upp en bild av detta fornminne      |